# Пршемисловци
Пршемисловци (на чешки: Přemyslovci) – средновековна чешка княжеска (VII в. – 1086; 1092 – 1158; 1174 – 1198) и кралска династия 1086 – 1092; 1158 – 1174; 1198 – 1306), управлявала също в Полша (1300 – 1306) и Унгария (1301 – 1305).
Според Чешка хроника на Козма Пражки името на династията произлиза от името на Пршемисъл Орач – съпруг на легендарната чешка княгиня Либуше и първи законодател на чехите. Според историята на Козма Либуше приела властта от баща си Крок. Една от основните функции на княза по това време е да раздава правосъдие, което се извършвало на специално място под един стар дъб. Един от мъжете на племето обаче се разбунтувал срещу женското правосъдие и Либуше била принудена да изпрати хора, които да ѝ намерят жених. Това бил Пршемисъл Орач, когото пратениците намерили на нивата и го взели, за да го направят свой княз. Той измислил първите чешки закони и наредби.

## Легендарни владетели
- Пршемисъл Орач
- Незамисъл
- Мната
- Войен
- Внислав
- Кршесомиъл
- Неклан
- Хостивит

Първият исторически засвидетелстван представител на династията обаче е княз Борживой I, покръстен през 874 г. от св. Методий. До края на XI в. Пршемисловците се титулували с княжеско достойнство. През 1085 г. княз Вратислав I, a през 1198 г. и княз Владислав II, били удостоени с титлата Крал на Чехия лично от Свещения Римски император. Въпреки това титлата все още не се предава по наследство.
През 1198 г. княз Отокар I получава кралската титла в знак на благодарност от император Фридрих II, който през 1212 признал титла Крал на Бохемия за наследство на потомците на Отокар II. През 1300 чешкият крал Вацлав II е коронован и за крал на Полша. Царуването на Пршемисловците в Полша обаче е кратко – то продължава до 1306 г., когато смъртта на Вацлав III отбелязва края на династията в Бохемия, където се възцаряват Люксембургите, и в Полша, където на власт се връщат Пястите.

## Князе и крале на Чехия (Бохемия) (сл. 870 – 1198)
| Картинка | Години на управление         | Владетел (години на раждане и смърт)                                                     | Съпруги и деца | Събития |
| -------- | ---------------------------- | ---------------------------------------------------------------------------------------- | --- | --- |
|          | сл. 870 – ок. 894            | Борживой I († ок. 894), син на Хостивит                                                  | ∞ Людмила († 921) 1.Спитигнев I († 915); 2.Вратислав I († 13.2.921) | През 873 г. се покръства и започва да разпространява християнството в своите земи. Чехия е вече значително в териториално отношение славянско княжество. |
|          | ок. 894 – 915                | Спитигнев I († 915), първи син на Борживой I                                             | неженен | Съумява да отблъсне нашествието на унгарските племена, унищожили съседна Великоморавия (906), и да остане независим от Германското кралство. |
|          | 915 – 921                    | Вратислав I († 13.2.921), втори син на Борживой I                                        | ∞ Драхомира († сл. 935): 1.Вацлав I Свети (Венцеслав) (сл. 905 – 28.9.935); 2.Болеслав I Страшни († 15.7.972); 3.Спитихнев | Утвърждава християнството сред чехите, макар че съпругата му е езичница от племето на лютичите. |
|          | 921 – 935                    | Вацлав I Свети (Венцеслав) (сл. 905 – 28.9.935), първи син на Вратислав I                | неженен | Възпитан в християнски дух от баба си, княгиня Людмила, скоро настройва срещу себе си силна езическа групировка, оглавена от майка му Драхомира и по-малкия му брат Болеслав I Страшни. През 935 жертва на езичниците стават Людмила и Вацлав I, канонизиран по-късно като мъченик. |
|          | 935 – 972                    | Болеслав I Страшни († 15.7.972), втори син на Вратислав I                                | ∞ Бягота: 1.Дубравка (ок. 922 – 992), ∞ (965) за полския княз Мешко I; 2.Болеслав II Благочестиви (до 929 – 7.2.999); 3.Страхкваст (Кристиан) (929 – 996); 4.Млада, абатиса в манастира „Св. Георги“ в Прага | Принуден е да се помири с християните за да запази властта си. Поставя началото на амбициозна външна политика и стабилизира централната власт в Чехия. През 955 г. чешката войска помага на германския крал Ото I да нанесе съкрушителна победа над унгарците в битката при лека Лех. Съюзът с полския крал Мешко I допринася за решението на последния да приеме християнството заедно със своя народ през 966 г. |
|          | 972 – 999                    | Болеслав II Благочестиви (до 929 – 7.2.999), първи син на Болеслав I Страшни             | ∞ Ема († 1005/06): 1.Болеслав III Червенокосия († 1037); 2.Яромир († 4.11.1035); 3.Олдржих († 9.11.1034) | Известен е със своето благочестие и с покроветелственото си отношение спрямо църквата. По негово време е основан епископски център в Прага, превърнал се в ядро на чешката църковна организация. |
|          | 999 – 1002 1003              | Болеслав III Рижия († 1037), първи син на Болеслав II Благочестиви                       | ∞ Предислава, дъщеря на великия киевски княз Владимир I | При него Чехия навлиза в период на временна нестабилност и вътрешно разделение. Търпи поражение във войната с Полша и попада в плен на своя противник Болеслав I Храбри и умира през 1037 г. без да възвърне свободата си. |
|          | 1003 1004 – 1012 1033 – 1034 | Яромир († 9.11.1034), трети син на Болеслав II Благочестиви                              | неженен | |
|          | 1012 – 1033 1034             | Олдржих († 4.11.1035), втори син на Болеслав II Благочестиви                             | ∞ Божена († 1055): 1.Бржетислав I (ок. 1005 – 10.1.1055); 2.Вратислав († 1055), свещеник | |
|          | 1034 – 1055                  | Бржетислав I (ок. 1005 – 10.1.1055), син на Олдржих                                      | ∞ 1035 за Юдит († 1058), дъщеря на граф Хайнрих фон Швайнфурт: 1.Спитигнев II (1031 – 28.1.1061); 2.Вратислав II (ок. 1035 – 14.1.1092); 3.Конрад I Бърненски († 6.9.1092), основател на клона Пршемисловци-Бърно; 4.Яромир († 1089), епископ на Прага от 1068, канцлер (1077 – 1084) на германския крал Хайнрих IV; 5.Ота I Красивия († 1087), основател на клона Пршемисловци-Оломоуц | Възстановява авторитета на Чехия в Централна Европа и присъединява редица полски територии. първият владетел, установил принципа на първородството като основополагащ при определянето на престолонаследник. |
|          | 1055 – 1061                  | Спитигнев II (1031 – 28.1.1061), първи син на Бржетислав I                               | ∞ Ида, дъщеря на маркграф Дитрих I фон Майсен: 1.Святобор (Дитрих) († 1086), патриарх на Аквилея (1084 – 1085) | След продължителна борба с братята си отнема тяхното наследство – областта Моравия. |
|          | 1061 – 1092                  | Вратислав II (ок. 1035 – 14.1.1092), втори син на Бржетислав I                           | ∞ 1. 1056 за Аделаида (ок. 1040 – 1062), дъщеря на унгарския крал Андраш I: 1.Юдит (1056/58 – 1085), ∞ ок. 1080 за полския княз Владислав I Херман; 2.Людмила († ок. 1100), монахиня; 3.Бржетислав II († 22.12.1100); 4. Болеслав († 1091), княз на Оломоуц; ∞ 2. 1062/63 за Светослава (1041/48 – 1126), дъщеря на полския княз Кажимеж I: 1.Борживой II (ок. 1064 – 2.2.1124); 2.Юдит († 1108), ∞ (1088) за маркграф Випрехт фон Гройц; 3.Владислав I († 12.4.1125); 4.Собеслав I (ок. 1075 – 14.2.1140) | Първият от чешките владетели, който получава кралска титла през 1085 г. от германския император Хайнрих IV, под името Вратислав I, без правота да я предава в наследство. |
|          | 1092                         | Конрад I (6.9.1092), трети син на Бржетислав I                                           | ∞ за Вилпирка, дъщеря на граф Фридрих I фон Тенглинг | |
|          | 1092 – 1100                  | Бржетислав II (22.12.1100), първи син на Вратислав II                                    | ∞ 1094 за Луитгарда, дъщеря на граф Адалберт I фон Виндберг: 1.Бржетислав († 1130) | |
|          | 1101 – 1107 1117 – 1120      | Борживой II (ок. 1064 – 2.2.1124), трети син на Вратислав II                             | ∞ 1100 за Герберга, дъщеря на австрийския маркграф Леополд II: 1.Яромир († 1135); 2.Спитихнев († 1157); 3.Леополд († 1142), княз на Оломоуц (1135 – 1137); 4.Албрехт († 1124); 5.Рикса († 1124) | |
|          | 1107 – 1109                  | Святополк Оломоуцки († 21.9.1109), първи син на Ота I Красивия, пети син на Бржетислав I | ∞ за Хилда 1.Вацлав I (1107 – 1130), княз на Оломоуц (1126 – 1130) | Взема активно участие в размириците в началото на 12-ти век и претендира за чешката княжеска корона. |
|          | 1109 – 1117                  | Владислав I († 12.4.1125), четвърти син на Вратислав II                                  | ∞ за Рикса († 1125), дъщеря на херцог Хайнрих фон Берг 1.Сватава († 1146), ∞ 1124 за граф Бернхард II фон Баден; 2.Владислав II († 18.1.1175); 3.Деполд I († 1167), ∞ 1153 за Сибила (Гертруда), дъщеря на бранденбургския маркграф Албрехт I Мечката; 4.Индржих († 1169), ∞ за Малгоржата († 1186) | |
|          | 1125 – 1140                  | Собеслав I (ок. 1075 – 14.2.1140), пети син на Вратислав II                              | ∞ 1123 за Аделаида (ок. 1106 – 1140), дъщеря на унгарския принц Алмош Арпад 1.Владислав († 1165), княз на Оломоуц (1137 – 1140), ∞ за неизвестна дъщеря на бранденбургския маркграф Албрехт I Мечката; 2.Собеслав II (ок. 1128 – 29.1.1180); 3.Мария, ∞ (1) за австрийския маркграф Леополд IV фон Бабенберг (ок. 1108 – 1141); ∞ (2) за херцога на Каринтия Херман II († 1181); 4.Олдржих II (1134 – 1177), ∞ (1) за Цецилия, дъщеря на тюрингския ландграф Лудвиг I; ∞ (2) за София, дъщеря на маркграф Ото Богатия фон Мейсен | По негово време чешките владетели придобиват правото да участват в избора на германските императори. |
|          | 1140 – 1172                  | Владислав II († 18.1.1175), първи син на Владислав I                                     | ∞ (1) (ок. 1140) за Гертруда (1119 – 1150), дъщеря на австрийския маркграф Леополд III: 1.Бедржих (Фредерик) (†25.3.1189); 2.Агнешка (†1228), абатиса в манастира „Св. Георги“ в Прага; 3.Сватоплук (†1169), ∞ 1164 за Одоло (Елена), дъщеря на унгарския крал Геза II; 4.Войтех (Адалберт) III (†1200), архиепископ на Залцбург (1168 – 1177; 1183 – 1200); ∞ (2) (1153) за Юдит (†1174), дъщеря на тюрингския ландграф Лудвиг I: 1.Пршемисъл I Отакар (ок. 1155 – 15.12.1230); 2.Владислав (Индржих) III (†12.8.1222); 3.Рикса (†1182), ∞ 1177 за австрийския херцог Хайнрих II Язомиргот | През 1158 г. германският император Фридрих I Барбароса го удостоява с кралска титла под името Владислав I. |
|          | 1172 – 1173 1178 – 1189      | Бедржих (Фредерик) († 25.3.1189), първи син на Владислав II                              | ∞ (1157) за Елизабет (1144/50 – 1189), дъщеря на унгарския крал Геза II: 1.Елена, ∞ 1164 за византийския принц Петрос Комнин; 2.София (†1195), ∞ 1186 за маркграф Албрехт фон Мейсен (1158 – 1195); 3.Людмила (ок. 1170 – 1240), ∞ (1) (ок. 1180) за Албрехт III фан Боден (1165 – 1197); ∞ (2) (1204) за баварския херцог Лудвиг I | |
|          | 1173 – 1178                  | Собеслав II (ок. 1128 – 29.1.1180), втори син на Собеслав I                              | ∞ 1173/77 за Елжбета (ок. 1152 – 1209), дъщеря на полския княз Мешко III Стари | |
|          | 1189 – 1191                  | Конрад II Ото (†9.9.1191), племенник на Собеслав II, от клона Пршемисловци-Бърно         | ∞ 1176 за Ейлика (†1214), дъщеря на граф Ото фон Вителсбах | Княз на Моравия в Бърно и Оломоуц от 1189 |
|          | 1191 – 1192                  | Вацлав II (1137 – 1192), пети (най-малък) син на Собеслав I                              | неженен | |
|          | 1192 – 1193 1197 – 1198      | Пршемисъл I Отакар (Отокар I) (ок. 1155 – 15.12.1230), четвърти син на Владислав II      | ∞ (1) (1187, развод 1198) за Аделхайд (Аделаида) (†1211), дъщеря на маркграф Ото II фон Мейсен: 1.Вратислав (1188 – 1235); 2.Маркета (Дагмар) (†1212), ∞ (1205) за датския крал Валдемар II; 3.Божислава (†ок. 1223), ∞ за Хайнрих I фон Ортенбург (†1241); 4.Хедвига, монахиня в манастира „Св. Георги“ в Прага. ∞ (2) (1198) за Констанция (ок. 1180 – 1240), дъщеря на унгарския крал Бела III: 1.Юдита (Бохуслава) (ок. 1202 – 1230), ∞ 1213 за херцога на Каринтия Бернхард фон Спанхайм (1176/81 – 1256); 2.Анна (1204 – 1265), ∞ 1214/18 за княза на Долна Силезия Хенрик II Набожни (1196/1204 – 1241); 3.Вацлав I (1205 – 23.9.1253); 4.Владислав (1207 – 1228), маркграф на Моравия от 1224; 5.Пржемисъл (1209 – 1239), маркграф на Моравия от 1228, ∞ за Маргарита (†1261/71), дъщеря на херцог Ото фон Меран; 6.Блажена (Вилхелмина) (1210 – 1281), неомъжена; 7.Агнешка (1211 – 1283), абатиса на францисканския манастир в Прага | През 1198 г. Пршемисъл I Отакар получава кралска титла под името Отакар I и тя остава завинаги у потомството му. Император Фридрих II признава през 1212 г. кралския статут на Чехия, а след смъртта на княз Владислав III Индржих (1222) и Моравия се връща в пределите на кралстовто. |
|          | 1193 – 1197                  | Индржих Бржетислав (†1197), първи братовчед на Пршемисъл I Отакар                        | неженен | Епископ на Прага от 1182 г. |
|          | 1197                         | Владислав III Индржих (†12.8.1222), пети син на Владислав II                             | ∞ за Хедвига, от която няма деца | Маркграф на Моравия (1192 – 1222) |

## Крале на Чехия, Полша и Унгария
| Картинка | Години на управление | Владетел (години на раждане и смърт)                                               | Съпруги и деца | Събития |
| -------- | -------------------- | ---------------------------------------------------------------------------------- | --- | --- |
|          | 1198 – 1230          | Пршемисъл I Отакар (ок. 1155 – 15.12.1230), четвърти син на Владислав II           | ∞ (1) (1187, развод 1198) за Аделхайд (Аделаида) (†1211), дъщеря на маркграф Ото II фон Мейсен: 1.Вратислав (1188 – 1235); 2.Маркета (Дагмар) (†1212), ∞ (1205) за датския крал Валдемар II; 3.Божислава (†ок. 1223), ∞ за Хайнрих I фон Ортенбург (†1241); 4.Хедвига, монахиня в манастира „Св. Георги“ в Прага. ∞ (2) (1198) за Констанция (ок. 1180 – 1240), дъщеря на унгарския крал Бела III: 1.Юдита (Бохуслава) (ок. 1202 – 1230), ∞ 1213 за херцога на Каринтия Бернхард фон Спанхайм (1176/81 – 1256); 2.Анна (1204 – 1265), ∞ 1214/18 за княза на Долна Силезия Хенрик II Набожни (1196/1204 – 1241); 3.Вацлав I (1205 – 23.9.1253); 4.Владислав (1207 – 1228), маркграф на Моравия от 1224; 5.Пржемисъл (1209 – 1239), маркграф на Моравия от 1228, ∞ за Маргарита (†1261/71), дъщеря на херцог Ото фон Меран; 6.Блажена (Вилхелмина) (1210 – 1281), неомъжена; 7.Агнешка (1211 – 1283), абатиса на францисканския манастир в Прага | През 1198 г. Пршемисъл I Отакар получава кралска титла под името Отакар I и тя остава завинаги у потомството му. Император Фридрих II признава през 1212 г. кралския статут на Чехия, а след смъртта на княз Владислав III Индржих (1222) и Моравия се връща в пределите на кралстовто. |
|          | 1230 – 1253          | Вацлав (Венцеслав) I Едноокия (1205 – 23.9.1253), втори син на Отакар I            | ∞ 1228 за Кунигунда (ок. 1200 – 1248), дъщеря на германския крал Филип Швабски: 1.Вацлав (Владислав) (†1247), маркграф на Моравия, херцог на Австрия (1246 – 1247), ∞ (1246) за Гертруда, дъщеря на австрийския принц Хайнрих; 2.Пршемисъл II Отакар (1233 – 26.8.1278); 3.Божена (Беатриса) (†1286), ∞ (1243) за бранденбургския маркграф Ото III (†1267); 4.Агнешка (†1268), ∞ (1244) за маркграф Хайнрих III фон Майсен | Активно се намесва в германските междуособици. Първоначално взема страната на князете срещу император Фридрих II, а след това воюва с Австрия. управлението му минава под знака на постоянната борба с чешката аристокрация, която се опитва да ограничи властта му. Безуспешно се опитва да наложи за херцог на Австрия първородния си син Вацлав (Владислав). |
|          | 1253 – 1278          | Пршемисъл II Отакар (1233 – 26.8.1278), втори син на Вацлав (Венцеслав) I Едноокия | ∞ (1) (1252, развод 1260) за Маргарет (†1267), дъщеря на австриййския херцог Леополд VI, от която няма деца; ∞ (2) (1261) за Кунигунда (†1285), дъщеря на черниговския княз Ростислав Михайлович: 1.Кунигунда (1265 – 1321), ∞ (1291, развод 1302) за мазовецкия княз Болеслав II (1251 – 1313); 2.Агнежка (1269 – 1296), ∞ (1289) за австрийския херцог Рудолф II (1271 – 1290); 3.Вацлав II (27.9.1271 – 21.6.1305) | маркграф на Моравия (1247 – 1278) херцог на Австрия (1251 – 1278) херцог на Каринтия и Щирия (1269 – 1278) Един от най-забележителните владетели на Чехия през Средновековието. След като Бабенбергите прекратяват съществуването си, той е избран за херцог на Австрия (1251). През 1261 г. присъединява Щирия и други германски земи и се превръща в най-могъщия европейски владетел, зависим от Свещената Римска империя. Влиза в конфликт с новия император Рудолф I и е победен, лишен е от германските си завоевания и през 1276 г. е прогонен от земите на империята. Покорява се на Рудолф I и рангът му на имперски княз е възстановен, но скоро подновява борбата и загива в битка с императора през 1278 г. |
|          | 1278 – 1305          | Вацлав II (27.9.1271 – 21.6.1305), син на Пршемисъл II Отакар                      | ∞ (1) (1285) за Юдит (Юта) (1271 – 1297), дъщеря на германския император Рудолф I: 1.Вацлав III (6.10.1289 – 4.8.1306); 2.Анна (1290 – 1313), ∞ 1306 за херцога на Каринтия Индржих Корутански (†1335); 3.Елишка (Елжбета) (1292 – 1330), ∞ 1310 за граф Ян Люксембургски (1296 – 1346); 4.Малгоржата (1296 – 1322), ∞ 1308/10 за Болеслав III Щедри (1291 – 1352), княз на Бжег, Лигниц и Вроцлав. ∞ (2) (1303) за Рикса-Елжбета (1288 – 1335), дъщеря на полския крал Пшемисъл II: 1.Агнешка (1305 – 1337), ∞ (1316) за силезко-яворския княз Хенрик II (1292/96 – 1346) | княз на Краков (1291 – 1305) крал на Полша (1300 – 1305) Когато Вацлав II наследява баща си той е малолетен, затова първоначално негов опекун е вуйчо му, бранденбургския маркграф Ото III. За разлика от баща си, той води политика на добросъседство и отделя повече внимание на развитието на стопанството и градския живот в Чехия През 1300 г. е избран за крал на Полша. Прекомерното засилване на неговото влиание му спечелва врагове в лицето на Хабсбургите. |
|          | 1305 – 1306          | Вацлав III (6.10.1289 – 4.8.1306), син на Вацлав II                                | ∞ 1305 за Виола-Елжбета (1287/91 – 1317), дъщеря на тешинския княз Мешко I, от която няма деца | крал на Унгария (Ласло V, 1301 – 1305) крал на Полша (1305 – 1306). За да запази властта си над Полша той се отказва от унгарския престол в полза на баварския херцог Ото III. Влиза в противоборство с представитела на династията Пясти, Владислав I Локетек, но губи борбата и е убит Оломоуц. Той е последният представител на династията Пршемисловци и правата му над короната на Чехия преминават у неговата сестра Елишка (Елжбета) и съпруга ѝ – граф Ян Люксембургски. |